# Cselle Lajos
Cselle Lajos (Tamási, 1896. február 29. – Buenos Aires, 1957. május 25.) magyar színész, rendező, színházigazgató.

## Életútja
Szülei Cselle Lajos és Hummel Ilona voltak. Előbb jogász volt, majd 1922-ben elvégezte a Színiakadémiát. Közben – az első világháború elején – bevonult a 32. tábori ágyúsezredhez, majd mint hadnagy az ezüst és a bronz Signum Laudist és a Károly-csapatkeresztet kapta. 1922 és 1926 között Kolozsvárott, azután három évig Sebestyén Mihály miskolci színházánál működött. Eztán egy évig Szegeden, később Debrecenben, majd 1934-ig újra Szegeden szerepelt. Budapestre költözött és 1936-tól alelnöke volt az Országos Színészegyesületnek. 1939-ben a Színházművészeti és Filmművészeti Kamara főtitkára lett, majd az elűzött Pünkösti Andor után 1944 márciusától a Madách Színházat igazgatta.
1939-től 1944-ig mint a Magyar Színészet c. lap felelős főszerkesztője működött, majd 1945-ben Ausztriába emigrált. Ezután élt egy ideig Németországban, ahonnan 1948-ban kivándorolt Argentínába. A Magyar Színjátszó Társaság egyik alapító tagja volt, 1954-ig igazgatta, gazdasági ügyintézője volt, de rendezett és színpadra is lépett. 1954-ben ez a társulat kettéoszlott, Cselle, Eszenyi Olga és Szilassy László létrehozott egy új társulatot, mely kisebb sikerrel működött. 1955-ben a brazíliai São Paulóban vendégszerepeltek öt darabbal, ezt követően azonban feloszlott a társulat.
Házastársa 1924-től Könyves Tóth Erzsi színésznő volt.

## Fontosabb szerepei
- Oswald (Ibsen: Kísértetek)
- Ferenc reichstadti herceg (Rostand: A sasfiók)
- Gyéresi (Zilahy Lajos: Szibéria)
- Bakos Béla (Németh László: Villámfénynél)
- Feri (Mikszáth Kálmán–Harsányi Zsolt: A Noszty-fiú esete Tóth Marival)
- Balogh (Gárdonyi Géza: Ida regénye)

## Főbb rendezései
- Coward: A márkiné
- Rákosi Viktor: Elnémult harangok
- Ibsen: Hedda Gabler